# Tougué (prefectuur)
Tougué is een prefectuur in de regio Labé van Guinee. De hoofdstad is Tougué. De prefectuur heeft een oppervlakte van 6.020 km² en heeft 124.280 inwoners.
De prefectuur ligt in het noorden van het land, in het hoogland van Fouta Djalon. Verder grenst de prefectuur aan Mali.

## Subprefecturen
De prefectuur is administratief verdeeld in 10 sub-prefecturen:
1. Tougué-Centre
2. Fatako
3. Fello-Koundoua
4. Kansangui
5. Koin
6. Kolangui
7. Kollet
8. Konah
9. Kouratongo
10. Tangali